# Ceglie Messapica
Ceglie Messapica – miasto i gmina we Włoszech, w regionie Apulia, w prowincji Brindisi.
Według danych na rok 2004 gminę zamieszkiwało 20 555 osób, 158,1 os./km².